# Goodman Khanyase
Goodman Khanyase är ärkebiskop i det sydafrikanska trossamfundet Foundation of the Apostles Congregational Church och ordförande i National Independent Church Leaders Organisation.
Khanyase gjorde sig i mars 2007 känd genom att ordinera den kontroversielle ANC-politikern Jacob Zuma till pastor.
Khanyase var en av delegaterna vid ANC:s kongress och tillhörde den majoritet av ombuden som valde Zuma till ny partiledare.